# Auslandshandelskammer China
Die Auslandshandelskammer China, oder AHK Greater China, ist eine Mitglieder-basierte, rein privat organisierte Institution in der Volksrepublik China, Hongkong und Taiwan. Die Delegation ist eine nicht-staatliche, nicht-diplomatische Einrichtung, ohne gesetzliche Vertretungsbefugnis bzw. Mandat durch die Bundesrepublik. Ihre Mitgliederorganisation, die Deutsche Handelskammer, betreut mehr als 2500 deutsche Unternehmen und individuelle Personen in diesen Regionen. Mit der Servicegesellschaft German Industry & Commerce bietet die AHK Greater China unter der Marke „DEinternational“ Dienstleistungen für deutsche Unternehmen in China zur Förderung der wirtschaftlichen Zusammenarbeit an.
Seit 1981 unterstützen die Büros in Peking, Shanghai, Guangzhou, Hongkong und Taipeh deutsche Unternehmen beim Markteintritt, der Suche nach Geschäftspartnern, Ausbildung und Fortbildung sowie Geschäftsveranstaltungen in der Region Großchina.

## Organisation

### Vertretung der Deutschen Wirtschaft
Die Delegationen der Deutschen Wirtschaft in Peking, Shanghai, Guangzhou, Hongkong und Taipeh vertreten den Deutschen Industrie- und Handelskammertag in China.

### Die Mitgliederorganisation
Die Deutsche Handelskammer in China und die Deutsche Handelskammer Hongkong unterstützen rund 2500 Mitglieder in Großchina.

### Der Service Anbieter – German Industry & Commerce
Unter der Marke „DEinternational“ bietet die German Industry & Commerce Dienstleistungen für deutsche Unternehmen in China an.

## Vertretungen
- AHK Greater China – Beijing wurde 1997 gegründet und hat heute über 400 Mitglieder.
- AHK Greater China – Shanghai wurde 1994 gegründet und hat heute über 1300 Mitglieder.
- AHK Greater China – South & Southwest China wurde 1996 gegründet und hat heute rund 300 Mitglieder.
- AHK Greater China – Hong Kong wurde 1987 gegründet und hat heute rund 450 Mitglieder.
- AHK Greater China – Taiwan (Deutsches Wirtschaftsbüro Taipei) setzt sich seit 1981 für die Entwicklung der wirtschaftlichen Zusammenarbeit zwischen deutschen und taiwanischen Unternehmen ein und vertritt als Delegation der deutschen Wirtschaft die Interessen deutscher Unternehmen in Taiwan.